# Almàssera
Almàssera, en valencien et officiellement, (Almácera en castillan), est une commune d'Espagne de la province de Valence dans la Communauté valencienne. Elle est située dans la comarque de l'Horta Nord et dans la zone à prédominance linguistique valencienne.

## Géographie

Localisation d'Almàssera
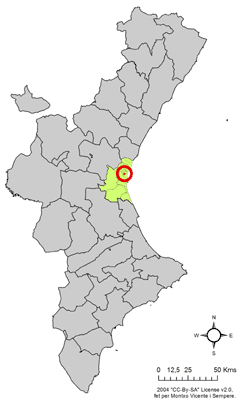
dans la Communauté valencienne.
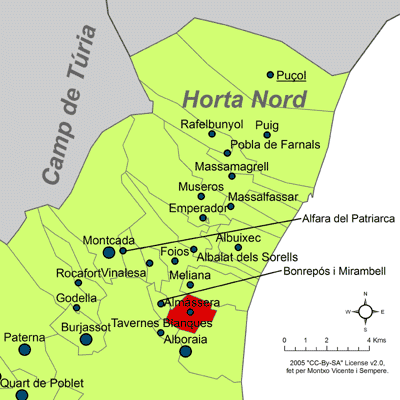
dans la comarque de l'Horta Nord.

### Localités limitrophes
Le territoire municipal de Almàssera est voisin de celui des communes suivantes : Alboraya, Bonrepòs i Mirambell, Meliana, Tavernes Blanques et Valence, toutes situées dans la province de Valence.

## Démographie
| Población | 1.675 | 1.956 | 2.261 | 2.335 | 2.625 | 2.729 | 2.965 | 4.713 | 5.482 | 5.396 | 5.759 | 6.737 | 6.883 |

## Administration
Liste des maires, depuis les premières élections démocratiques.
| Législature | Nom du Maire                                                         | Parti politique |
| ----------- | -------------------------------------------------------------------- | --------------- |
| 1979-1983   | Vicente Bayarri Orrios                                               | UCD             |
| 1983-1987   | Antonio Sánchez Aguilar                                              | PSOE            |
| 1987-1991   | Vicente Bayarri Orrios Antonio Sánchez Aguilar Rafael Yagüe Monrabal | UCD PSOE        |
| 1991-1995   | Julián Puché Enric Ramon i Montanyana                                | PP UV           |
| 1995-1999   | Enric Ramon i Montanyana                                             | UV              |
| 1999-2003   | Enric Ramon i Montanyana                                             | UV              |
| 2003-2007   | Enric Ramon i Montanyana                                             | Ex-UV           |
| 2007-2011   | Laura Roig Panach                                                    | PP              |

### Sources
- (es) Cet article est partiellement ou en totalité issu de l’article de Wikipédia en espagnol intitulé « Almácera » (voir la liste des auteurs).
- (es) Varaciones de los municipios de España desde 1842, Ministerio de administraciones públicas, octobre 2008, 364 p. (lire en ligne) [PDF]